# Матусевич Марія Несторівна
Марія Несторівна Матусевич (нар. 17 вересня 1942, село Перекоси, тепер Калуського району Івано-Франківської області) — українська радянська діячка, апаратниця сульфатної збагачувальної фабрики Калуського виробничого об'єднання «Хлорвініл» Івано-Франківської області. Депутат Верховної Ради СРСР 8—10-го скликань.

## Біографія
Народилася в селянській родині Нестора Бабія. 
Освіта середня спеціальна. Закінчила Калуський хіміко-технологічний технікум Івано-Франківської області.
З 1964 року — лаборант, апаратниця хімічного заводу Саратовської області РРФСР. З 1967 року — старша апаратниця сульфатної збагачувальної фабрики Калуського хіміко-металургійного комбінату (потім — виробничого об'єднання «Хлорвініл») міста Калуш Івано-Франківської області. Без відриву від виробництва здобула вищу освіту.
Член КПРС з 1972 року.
Потім — на пенсії в селі Перекоси Калуського району Івано-Франківської області.

## Нагороди
- орден Трудового Червоного Прапора
- орден «Знак Пошани»
- Почесна грамота Президії Верховної Ради Української РСР
- медалі